# Museu Lituà d'Etnocosmologia
El Museu Lituà d'Etnocosmologia (en lituà: Lietuvos etnokosmologijos muziejus) és un observatori i el museu etnocosmològic a Kulionys poble situat a 12 km de Molėtai i a uns 70 quilòmetres al nord de Vílnius, Lituània. És el primer museu d'aquest tipus en el món. Va ser establert el 15 de març de 1990 al costat de l'Observatori Astronòmic de Molėtai.